# 大眼西鯡
大眼西鯡為輻鰭魚綱鲱形目鲱科的其中一種，分布於裏海水域，棲息深度5-145公尺，體長可達35公分，棲息在沿海半鹹水水域，為洄游性魚類，屬肉食性，以魚類、甲殼類為食，可做為食用魚。

## 擴展閱讀
維基物種上的相關：大眼西鯡